# 1899 (sèrie de televisió)
1899 fou una sèrie de televisió alemanya multilingüe de terror i misteri d'època creada per Jantje Friese i Baran bo Odar que s'estrenà a Netflix el 17 de novembre de 2022. El 2 de gener de 2023, els creadors van anunciar que Netflix havia cancel·lat la sèrie, tot i que els creadors volien fer-ne dues temporades més.

## Premissa
Un grup de migrants europeus deixa Londres en un vaixell de vapor per a començar una nova vida en la Ciutat de Nova York. Però quan troben un altre vaixell de migrants a la deriva a la mar oberta, el seu viatge comença a convertir-se en un malson.

## Elenc
- Emily Beecham com a Maura Franklin
- Aneurin Barnard
- Andreas Pietschmann
- Miguel Bernardeau
- Maciej Musiał
- Anton Lesser
- Lucas Lynggaard Tønnesen
- Rosalie Craig
- Clara Rosager
- Maria Erwolter
- Martin Greis-Rosenthal
- Yann Gael
- Mathilde Ollivier
- José Pimentão
- Isabella Wei
- Gabby Wong
- Jonas Bloquet
- Fflyn Edwards
- Alexandre Willaume

## Episodis
Els episodis de la primera temporada són:
| Núm. | Títol         | Direcció      | Escrit per                                  | Data original d'emissió |
| ---- | ------------- | ------------- | ------------------------------------------- | ----------------------- |
| 1    | «The Ship»    | Baran bo Odar | Jantje Friese                               | 17 de novembre de 2022  |
| 2    | «The Boy»     | Baran bo Odar | Jantje Friese i Dario Madrona López Gallego | 17 de novembre de 2022  |
| 3    | «The Fog»     | Baran bo Odar | Jantje Friese i Emma Ko                     | 17 de novembre de 2022  |
| 4    | «The Fight»   | Baran bo Odar | Jantje Friese i Jerome Bucchan-Nelson       | 17 de novembre de 2022  |
| 5    | «The Calling» | Baran bo Odar | Jantje Friese i Juliana Lima Dehne          | 17 de novembre de 2022  |
| 6    | «The Pyramid» | Baran bo Odar | Jantje Friese i Emil Nygaard Albertsen      | 17 de novembre de 2022  |
| 7    | «The Storm»   | Baran bo Odar | Jantje Friese                               | 17 de novembre de 2022  |
| 8    | «The Key»     | Baran bo Odar | Jantje Friese                               | 17 de novembre de 2022  |

## Producció

### Desenvolupament
El 13 de novembre de 2018, va ser anunciat que els creadors de Dark Jantje Friese i Baran bo Odar desenvolupaven el projecte per a Netflix sota el seu tracte general a la reproducció en línia. Es va confirmar que la sèrie avançaria dues setmanes després durant una roda de premsa de Netflix que mostrava la programació original europea. El juliol de 2020, bo Odar va revelar via Instagram que Friese havia acabat d'escriure el guió de l'episodi pilot. Durant una entrevista amb Deadline Hollywood, Friese va explicar com la crisi dels refugiats a Europa i el Brexit influeixen la sèrie, tot dient:
| «                                   | Anglès The whole European angle was very important for us, not only story wise but also the way we were going to produce it. It really had to be a European collaboration, not just cast but also crew. We felt that with the past years of Europe being on the decline, we wanted to give a counterpoint to Brexit, and to nationalism rising in different countries, to go back to that idea of Europe and Europeans working and creating together. Being true to the cultures and the languages was really important, we never wanted to have characters from different countries but everyone speaks English. We wanted to explore this heart of Europe, where everyone comes from somewhere else and speaks a different language, and language defines so much of your culture and your behaviour. | Català Tot l'angle europeu va ser molt important per a nosaltres, no només pel que fa a la història, sinó també la manera com la produiríem. Realment havia de ser una col·laboració europea, no solament l'elenc, sinó també la tripulació. Vam sentir que amb els darrers anys d'Europa en declivi, volíem donar un contrapunt al Brexit i al nacionalisme que va sorgir en diferents països, per a tornar a aquesta idea d'Europa i els europeus treballant i creant junts. Ser fidels a les cultures i els idiomes va ser molt important, no hem volgut mai tenir personatges de diferents països, però que tothom parlés anglès. Volíem explorar aquest cor d'Europa, on tothom ve d'un altre lloc i parla una llengua diferent i la llengua defineix gran part de la teva cultura i del teu comportament. | » |
| — Jantje Friese, Deadline Hollywood | | |   |

### Repartiment
El 16 de desembre de 2020, hom anuncià que Emily Beecham fou triada per al paper principal. El 2 de maig de 2021, Aneurin Barnard, Andreas Pietschmann, Miguel Bernardeau, Maciej Musiał, Anton Lesser, Lucas Lynggaard Tønnesen, Rosalie Craig, Clara Rosager, Maria Erwolter, Yann Gael, Mathilde Ollivier, José Pimentão, Isabella Wei, Gabby Wong, Jonas Bloquet, Fflyn Edwards i Alexandre Willaume es van afegir a l'elenc, on cada personatge parla en la llengua materna de l'actor.

### Rodatge
La preproducció de la sèrie va començar oficialment el 24 de novembre de 2020, amb una sessió de proves lentes d'una setmana de duració. Inicialment, estava planificat de començar el rodatge el 1r de febrer de 2021, però es va posposar 3 mesos. La filmació va començar oficialment el 3 de maig de 2021 a fora de Berlín, Alemanya. La sèrie es va gravar en l'Estudi Babelsberg i en un nou estudi de producció virtual Volum, els quals són operats per bo Odar i l'empresa de la germana de Friese, Dark Bay. El rodatge també tingué lloc a Londres, el Regne Unit. L'estudi creatiu Framestore proporcionà efectes visuals per a la sèrie.

## Així es va fer 1899
Així es va fer 1899 (en anglès Making 1899 i en castellà Así se hizo 1899) és un documental de menys d'una hora que explica com es va poder dur a terme aquesta sèrie de ficció. Dirigit per Andrew Amondson explica diferents parts del procés de creació que es van dur a terme per poder crear 1899 durant el temps de la pandèmia de COVID-19 amb totes les restriccions que aquesta va comportar. El sèrie va ser ideada per Baran bo Odar i Jantje Friese creadors de Dark, també disponible a la plataforma de Netflix.
La sèrie compta amb un cast de diversos països d'Europa. En el show en idioma original cada personatge parla amb la seva llengua. En el reportatge es pot veure com es va dur a terme la difícil feina de crear el guió i que estava compost per vuit llengües diferents (anglès, alemany, castellà, francès, polonès, danès, portuguès i cantonès) amb diàlegs que les combinen.
Es va utilitzar la tecnologia Volume o Stagecraft per poder filmar tots els exteriors i alguns interiors. Això es deu al fet que la producció volia filmar en diferents punts d'Europa, però fruit de la pandèmia i les quarantenes no era viable rodar en les diferents localitzacions desitjades.